# Li Riemersma
Liafbern (Li) Riemersma (14 juni 1967) is een Nederlandse schaker. In 1987 werd hem door de FIDE de titel Internationaal meester (IM) toegekend.
In 1986 eindigde hij als eerste in het toernooi om het Open Kampioenschap van Utrecht. In 1995 werd hij gedeeld winnaar van het VBG/van Berkel-BSG Pinkstertoernooi. 
Hij is medewerker van New In Chess en heeft in dat magazine een paar artikelen geschreven: Groningen 1991, Londen 1946 en Santiago 1990. In twee NIC-jaarboeken staat theorie over de half-Sämisch variant van de Ben-Oni en over de Taimanov-variant van het Siciliaans.